# Guillaume de Rémerville
Guillaume de Rémerville, seigneur de Réméréville, Courbesseaux, et Champigneulles en Lorraine, secrétaire particulier du roi René d'Anjou.
Guillaume de Rémerville est originaire de Lorraine. Sa famille vient s'installer en Provence. 
Le 21 septembre 1460, il devient le secrétaire du duc d'Anjou et de Lorraine René Ier d'Anjou, comte de Provence, puis conseiller en 1466.
En 1472, il prend la charge de trésorier de Provence.
Il démissionne de cette fonction pour devenir successivement protonotaire apostolique, chanoine d’Aix-en-Provence et abbé de Saint-Eusèbe.
En janvier 1479, le roi René le nomme maître rational du parlement. 
Le 4 octobre 1484, il épouse Catherine de Corage, fille et héritière de Pierre d’Apt, et de Jeanne de Sade de Saumane.
Il répond à l'appel de Fouquet d'Agoult, chambellan du roi René d'Anjou, contre la mainmise du roi de France Louis XI sur la Provence. La ville d'Apt apporte son soutien à la révolte provençale et ouvre ses portes à l'appel de Guillaume de Rémerville. Une grande partie du Luberon, de Cavaillon à Forcalquier, a rejoint les forces de Fouquet d'Agoult. Mais le succès fut de courte durée. Louis XI, averti des progrès de cette révolte provençale, a envoyé une armée qui soumet toute la Provence, après avoir emporté Forcalquier au terme d'un siège de trois semaines. Cependant Louis XI promulgue rapidement une amnistie générale. 
Son opposition à Louis XI lui valut la disgrâce, la confiscation de ses biens et le pillage de sa maison d’Aix-en-Provene. Il termine ses jours en se faisant discrètement oublier du pouvoir.
Guillaume de Rémerville meurt en 1494, inhumé dans la chapelle Saint-François de l’église des Frères Mineurs d’Apt auprès de son beau-père Pierre d'Apt.